# Al-Isra
Al-Isra (arabe : ٱلْإِسْرَاءِ, français : Le voyage nocturne), aussi appelé Bani Israʾil (arabe : بني إسرائيل, français : Les Enfants d'Israël) sont les noms traditionnellement donné à la 17e sourate du Coran, le livre sacré de l'islam. Elle comporte 111 versets. Rédigée en arabe comme l'ensemble de l'œuvre religieuse, elle fut proclamée, selon la tradition musulmane, durant la période mecquoise.

## Origine du nom
Bien que le titre ne fasse pas directement partie du texte coranique, la tradition musulmane a donné comme nom à cette sourate Le voyage nocturne, en référence aux premiers versets de cette sourate parlant du voyage de Mahomet que la littérature musulmane appelle Isra et Mi'raj.

« Gloire à celui qui a fait voyager de nuit son serviteur de la Mosquée sacrée à la Mosquée très éloignée dont nous avons béni l'enceinte, et ceci pour lui montrer certains de nos Signes. Dieu est celui qui entend et qui voit parfaitement. »

— Coran, XVII, 1, Traduction D. Masson.

## Historique
Il n'existe à ce jour pas de sources ou documents historiques permettant de s'assurer de l'ordre chronologique des sourates du Coran. Néanmoins selon une chronologie musulmane attribuée à Ǧaʿfar al-Ṣādiq (VIIIe siècle) et largement diffusée en 1924 sous l’autorité d’al-Azhar,, cette sourate occupe la 50e place. Elle aurait été proclamée pendant la période mecquoise, c'est-à-dire schématiquement durant la première partie de l'histoire de Mahomet avant de quitter La Mecque. Contestée dès le XIXe par des recherches universitaires, cette chronologie a été revue par Nöldeke,, pour qui cette sourate est la 67e.
Cette sourate est composée de 111 versets. À l’exception de quelques versets, elle respecte un schéma logique de rimes. Elle dialogue fortement avec la tradition biblique, que les auditeurs du Coran devaient bien connaître. La péricope formée par les versets 22 à 39, contenant des instructions adressées aux croyants, a été qualifiée de Décalogue. Si elle ressemble au texte biblique des Dix Commandements, elle possède des différences importantes. Sa forme la place dans le contexte des débats théologiques de l’Antiquité tardive.
Cette sourate possède un style hétérogène, contenant des éléments narratifs, des polémiques, des débats... Elle est composée de sections thématiquement différentes, avec des transitions abruptes. Pour Neuwirth, toute la sourate possède une dimension exégétique autour du premier verset.  Néanmoins, « de manière générale », la recherche considère que ce premier verset est séparé du reste de la sourate et qu’il pourrait être un ajout tardif.

## Interprétations

### Verset 1: le voyage de Mahomet
Trois interprétations du verset XVII, 1 peuvent être distinguées. Elles se différencient sur l'interprétation de l'expression masjid al-aqsa et sur la nature du voyage nocturne.
Une version estime que le voyage n'est pas corporel, mais une vision offerte par Dieu à Mahomet. Une autre version estime que le voyage a été effectué corporellement vers un espace céleste, que désignerait le terme « la mosquée la plus lointaine » (al-masjid al-aqsa). Enfin, la seule version qui a été conservée par la postérité identifie al-masjid al-aqsa à Jérusalem ; cette interprétation est connue à partir du VIIIe siècle dans un texte d'Ibn Ishaq, mais la date à laquelle a été entérinée la liaison entre la mention coranique et la ville réelle, puis l'esplanade du Temple, reste sujette à débats. L’interprétation comme désignant Jérusalem n’est qu’une « supposition plausible ».
Il est possible qu'elle ait été réalisée dès le règne d'Abd al-Malik (685-705) et s'expliquerait alors par des raisons politiques autant que religieuse. Cette théorie serait confirmée par la symbolique architecturale du dôme, par le fait qu'à la même période est fixée la date du 27 Rajab. Toutefois, l'absence du verset XVII, 1 dans les inscriptions du dôme du Rocher, et le fait que les sources rapportant la volonté des Omeyyades de détourner le pèlerinage soit partisanes entraînent Oleg Grabar à nuancer cette datation, d'autant que l'édification du dôme a lieu au moment de la défaite d'Ibn Zubayr. L'identification du point de départ de Mahomet au Rocher sur lequel est construit le dôme apparaît dans le sources au Xe siècle seulement, avec le développement de la littérature liée au miraj, et se renforce après la première domination croisée sur Jérusalem (1099-1187).
De plus, les traditions ont petit à petit mélangé les deux récits du voyage au al-masjid al-aqsa à celui de l’ascension céleste. Le verset 1 ne semble pas attester de ce mélange. Verset qui semble déconnecté du reste de la sourate, il est « très probable » qu’il s’agisse d’un ajout plus tardif.

### Versets 22-39: instructions
Ces versets forment un ensemble d'instructions morales à rapprocher du Décalogue biblique. Quelques ajouts y ont été faits. Stefanidis remarque une différence dans la personne à qui sont adressées ces instructions. Cela est lié à un ajout tardif, probablement médinois, des versets 31-35. Pour Stefanidis, le verset 22, sous-entendant que Mahomet pourrait adorer d'autres divinité qu'Allah, gênait les exégètes qui ont élargie la portée de ce verset à l'humanité.
Pour Zellentin, le commandement de ne pas gaspiller est issu de la poésie pré-islamique. De même, l'interdiction de l'infanticide est un thème courant dans les littérature juives et chrétiennes. La liste des prohibitions de ce passage coranique possède une "affinité spéciale" avec la Didascalie des apôtres. Cette comparaison montre que les instructions coraniques sont des adaptations au contexte arabe de la tradition légale judéo-chrétienne.
Pour Younes, la version classique du Coran (dans son édition égyptienne) du verset 38 qui peut être traduite par "Ce qui est mauvais en tout cela est détesté de ton Seigneur" confond le nom sayyi' avec l'adjectif homonyme et signifie "c'est tout le mal, haineux pour le Seigneur".

### Les "enfants d'Israël"
Cette sourate utilise à plusieurs reprises le terme de Banū Isrāʾīl, signifiant les « enfants d'Israël ». Ce terme apparaît pendant la période mecquoise pour désigner les juifs alors que durant la période médinoise, le terme Yahud est préféré.
Le terme désigne à la fois les Juifs de l'époque de Moïse mais aussi ceux vivants à l'époque de Mahomet. Ce terme peut parfois inclure aussi les chrétiens. Il est utilisé pour mettre en valeur l'ancienneté de la tradition monothéiste au-delà des oppositions religieuses.

## Galerie

Texte de la sourate (Coran datant de 1874)
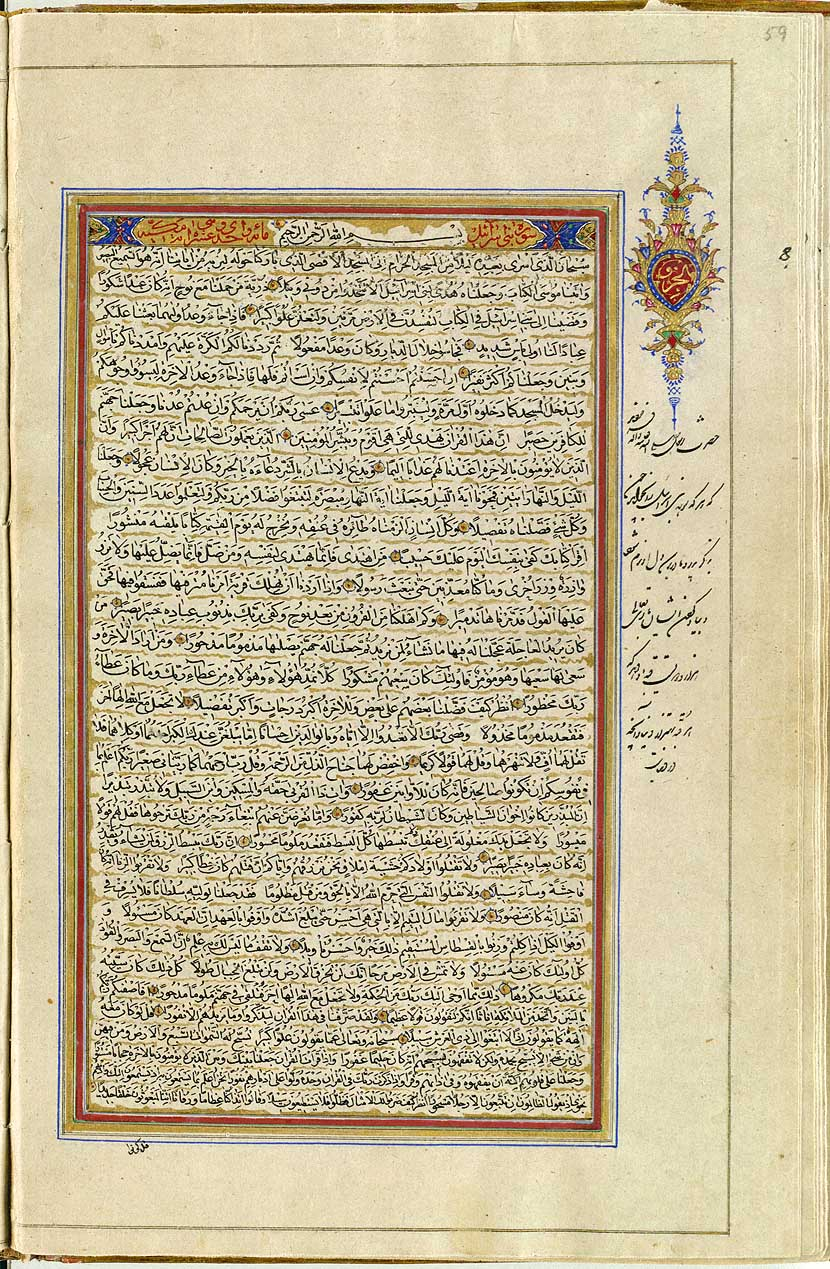
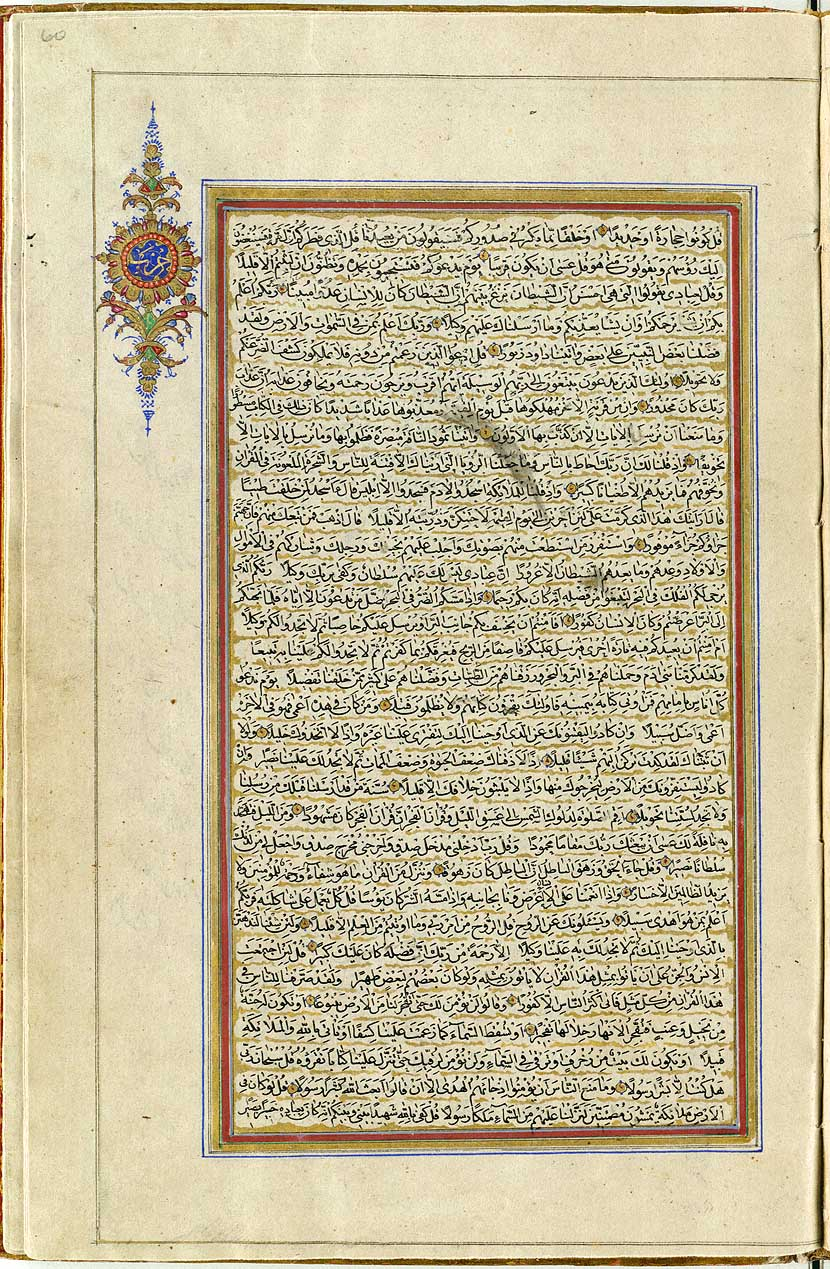
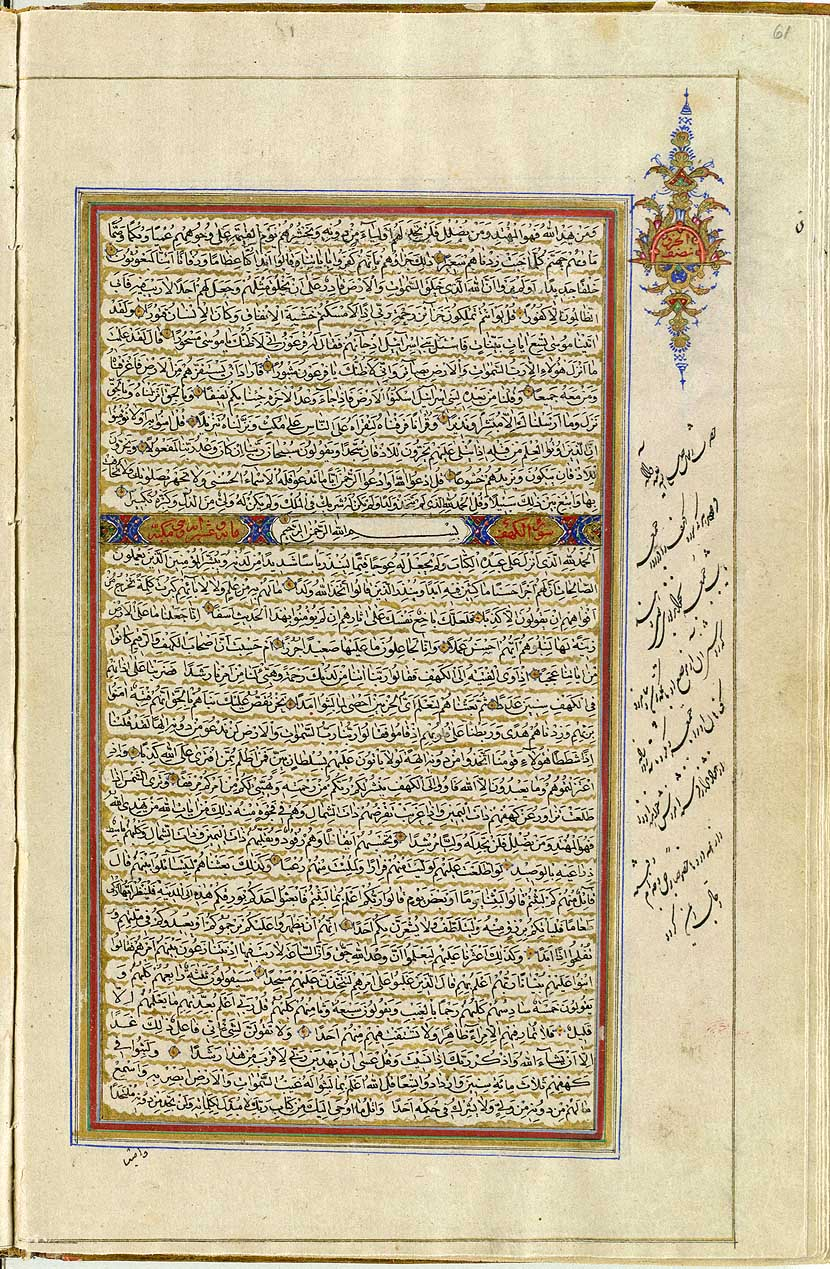

Autres manuscrits
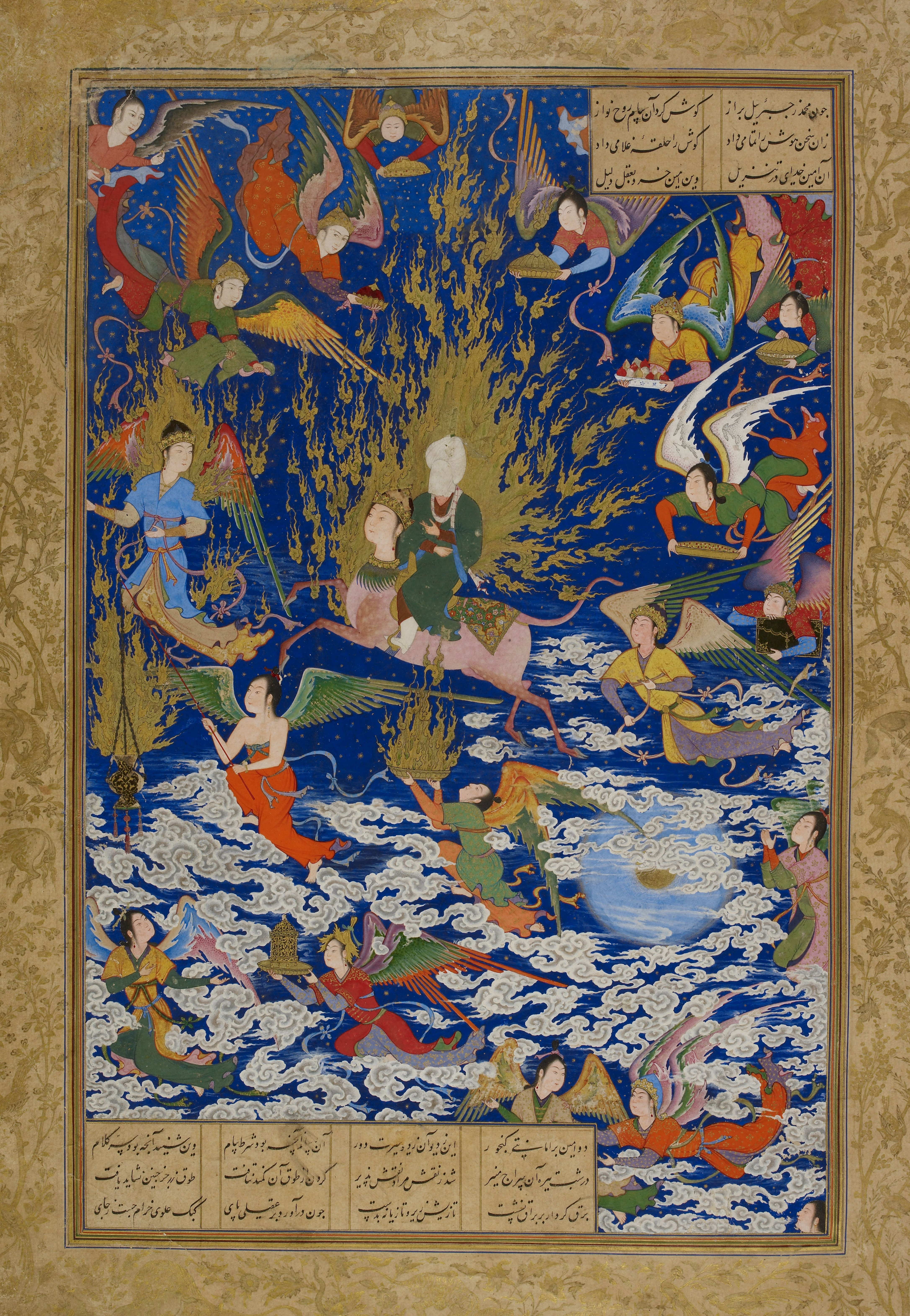
Une miniature persane du XVIe siècle célébrant l'ascension de Mahomet aux cieux..